# Filmtrick

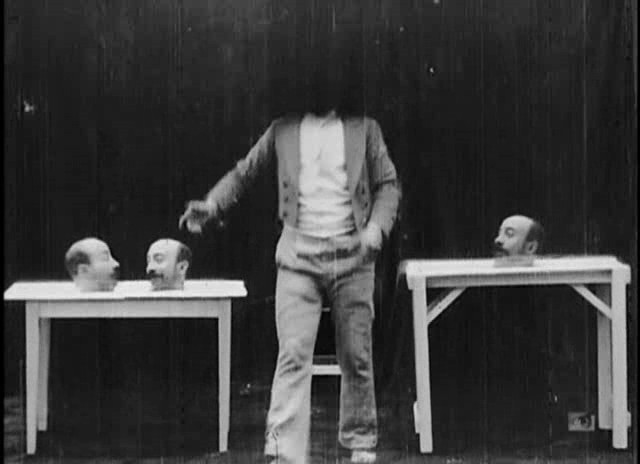
Anwendung verschiedener Tricktechniken in Georges Méliès’ Film Un homme de têtes (1898)

Der Filmtrick bzw. die Filmtricktechnik bezeichnet die Manipulation des Filmbilds vor der Kamera (Spezialeffekte) oder in der Postproduktion (Visuelle Effekte) zur Erzeugung einer Filmillusion. Als Erfinder der Filmtricktechnik gilt Georges Méliès.
Die bereits sehr früh entwickelten analogen optischen Tricktechniken umfassen fotografische Verfahren wie Zeitraffer, Zeitlupe, Split Screen (zur Kombination getrennt aufgenommener Sequenzen) oder Stop-Motion (z. B. in King Kong und die weiße Frau, 1933). Neben diesen Verfahren, die mit und in der Kamera gemacht werden, kann das Bild auch vor der Kamera manipuliert werden, etwa mit Modelltrickaufnahmen, Glass Shots, Matte Paintings oder dem Schüfftan-Verfahren. So wurde etwa die futuristische Stadt in Metropolis (1927) durch ein tischhohes Modell der Stadt und den Schüfftan’schen Spiegeltrick realisiert. Weiterhin kann mit speziellen Entwicklungs- und Kopiertechniken der fotomechanische Prozess manipuliert werden. Ein Beispiel hierfür sind  präparierte Kopiermaschinen, optische Bänke oder die Wandermaske, mit der bestimmte Teile des Filmnegativs unbelichtet bleiben und nachträglich bearbeitet werden können.
Eine weitere Tricktechnik ist das Verfahren der Rückprojektion, das in den 1940er Jahren zur führenden Tricktechnik wurde. Spielfilme mussten damals so weit wie möglich im Studio produziert werden, da es für Außenaufnahmen noch keine transportablen Mikrofone gab. So wurden die extra aufgenommenen Kulissen, z. B. Hintergründe für Autofahrten oder Stadtszenerien, mit Hilfe der Rückprojektion eingespielt. Ein anderes, jedoch komplizierteres Verfahren ist die Frontprojektion, bei der das Hintergrundbild auf eine Leinwand projiziert wird, vor der allerdings auch die Schauspieler agieren. Um die Projektion auf den Schauspielern zu verbergen, müssen diese mit zahlreichen Studiolampen angestrahlt werden.
Heutzutage werden Filmtricks vor allem im Rahmen des Digital Compositings durch Computeranimation erzeugt.